# Paracordyloporus alternatus
Paracordyloporus alternatus är en mångfotingart som först beskrevs av Karsch 1879.  Paracordyloporus alternatus ingår i släktet Paracordyloporus och familjen Chelodesmidae. Inga underarter finns listade i Catalogue of Life.